# Hypocala
Hypocala är ett släkte av fjärilar. Hypocala ingår i familjen nattflyn.

## Bildgalleri

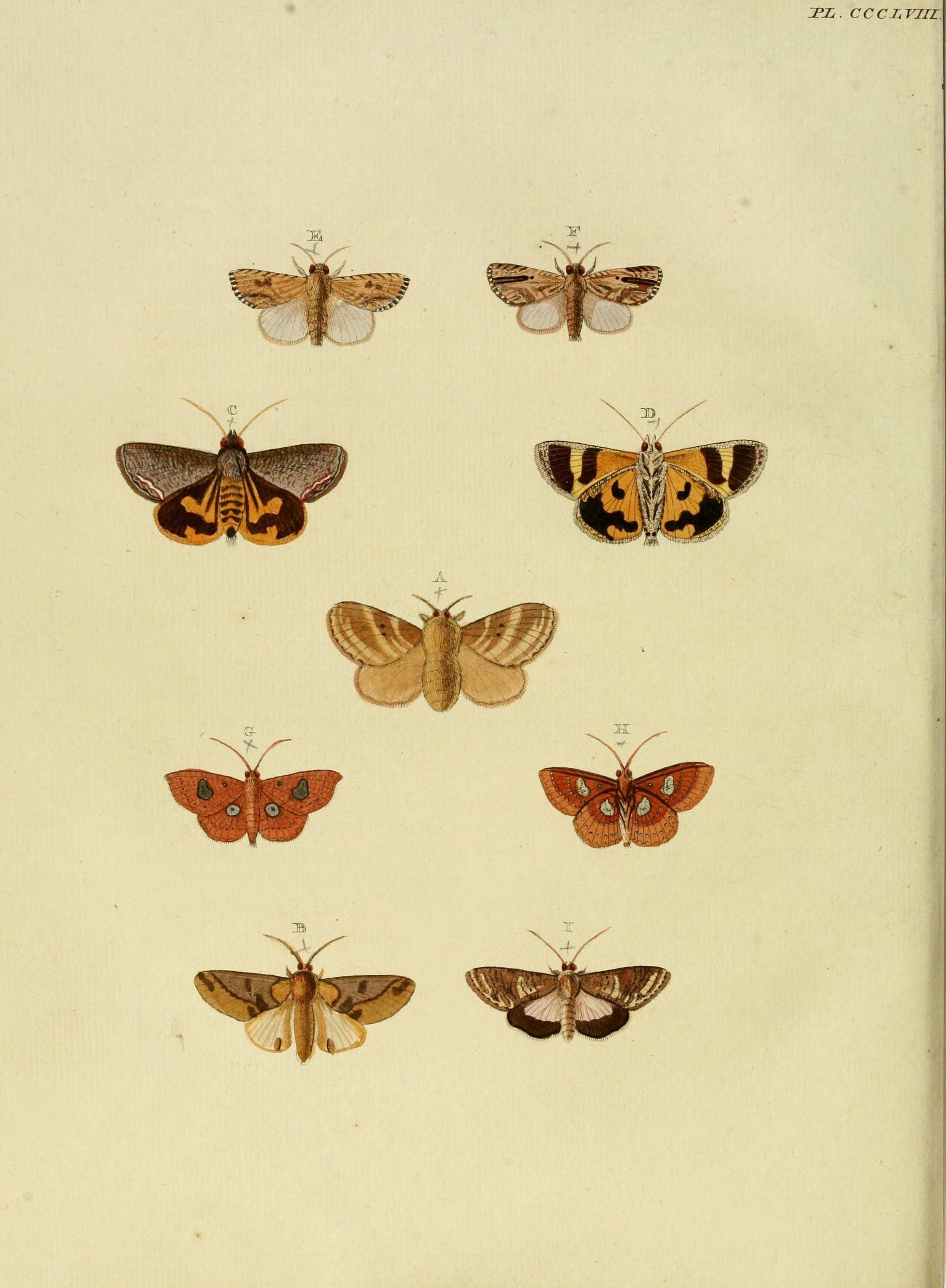
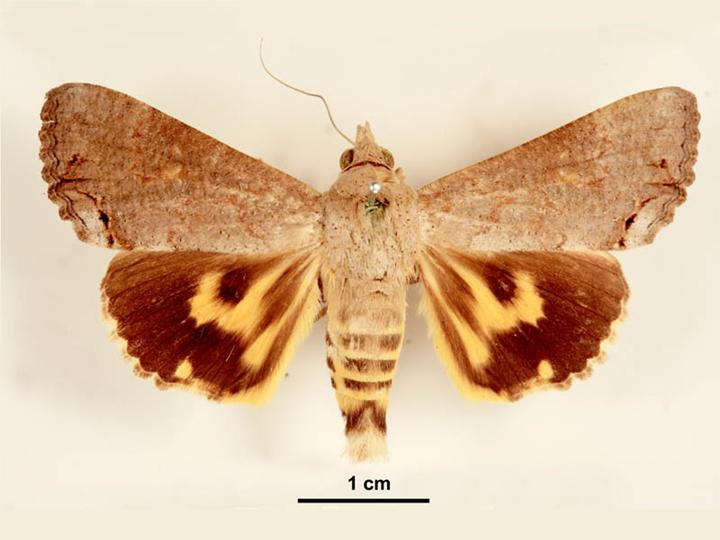
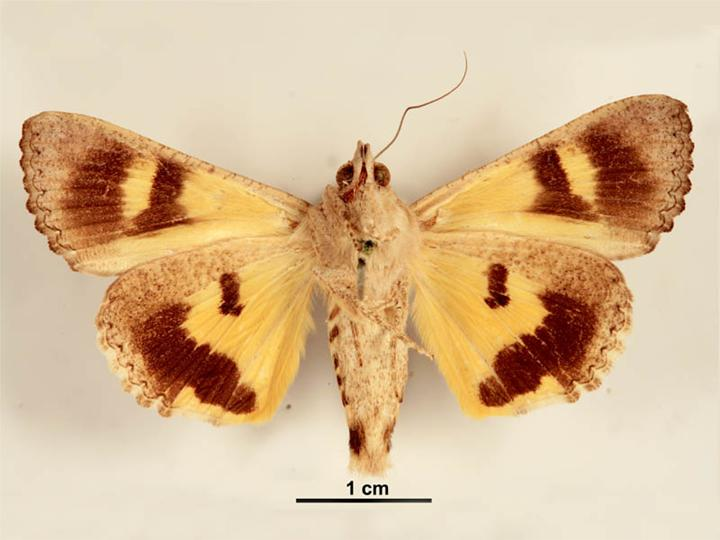
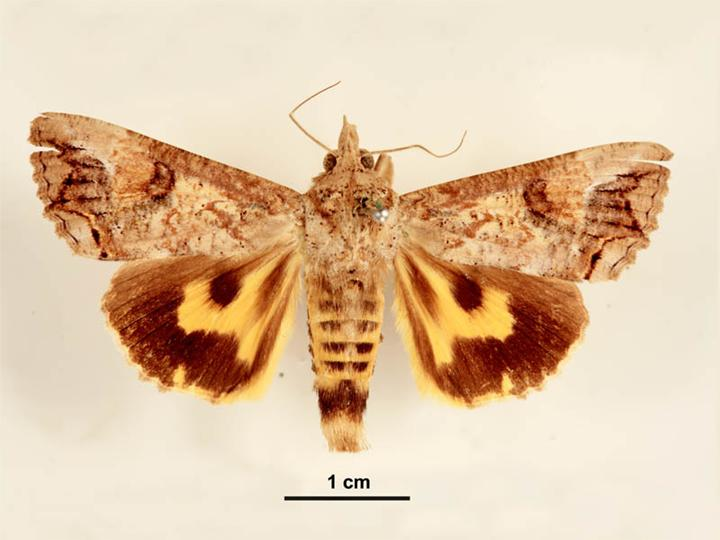
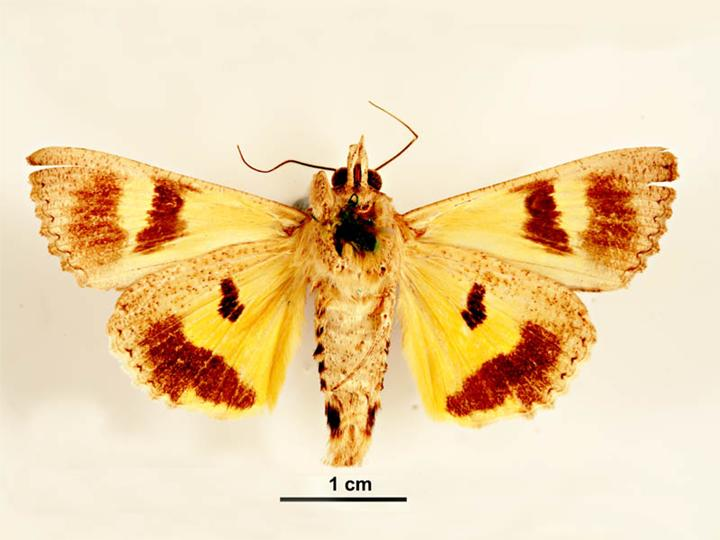
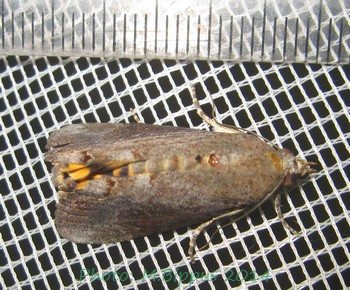

## Dottertaxa tillHypocala, i alfabetisk ordning[1]
- Hypocala affinis
- Hypocala andamana
- Hypocala andremona
- Hypocala angulipalpis
- Hypocala aspersa
- Hypocala australiae
- Hypocala biarcuata
- Hypocala clarissima
- Hypocala deflorata
- Hypocala dysdamarta
- Hypocala efflorescens
- Hypocala filicornis
- Hypocala florens
- Hypocala gaedei
- Hypocala guttiventris
- Hypocala hillii
- Hypocala holcona
- Hypocala kebeae
- Hypocala lativitta
- Hypocala limbata
- Hypocala moorei
- Hypocala pierreti
- Hypocala plumicornis
- Hypocala rostrata
- Hypocala subsatura
- Hypocala tenuis
- Hypocala toana
- Hypocala tryphaenina
- Hypocala tungusa
- Hypocala velans
- Hypocala violacea